# Futbol Club Barcelona Bàsquet 2010-2011
Questa voce raccoglie le informazioni riguardanti il Futbol Club Barcelona Bàsquet nelle competizioni ufficiali della stagione 2010-2011.

## Stagione
La stagione 2010-2011 del Futbol Club Barcelona Bàsquet è la 53ª nel massimo campionato spagnolo di pallacanestro, la Liga ACB.

## Roster
Aggiornato al 14 luglio 2018.
| FC Barcelona Regal 2010-11 | FC Barcelona Regal 2010-11 |
| Giocatori                  | Staff tecnico              |
| -------------------------- | -------------------------- |

| N. | Naz.                                          | Ruolo | Nome                | Anno | Alt.   | Peso   |  |
| -- | --------------------------------------------- | ----- | ------------------- | ---- | ------ | ------ |  |
| 5  | Italia (bandiera)                             | G     | Gianluca Basile     | 1975 | 192 cm | 90 kg  |  |
| 8  | Spagna (bandiera)                             | P     | Víctor Sada         | 1984 | 192 cm | 90 kg  |  |
| 9  | Spagna (bandiera)                             | P     | Ricky Rubio         | 1990 | 192 cm | 86 kg  |  |
| 10 | Slovenia (bandiera)                           | P     | Jaka Lakovič        | 1978 | 186 cm | 84 kg  |  |
| 11 | Spagna (bandiera)                             | G     | Juan Carlos Navarro | 1980 | 192 cm | 82 kg  |  |
| 13 | Serbia (bandiera)                             | C     | Kosta Perović       | 1985 | 217 cm | 115 kg |  |
| 17 | Spagna (bandiera)                             | C     | Fran Vázquez        | 1983 | 209 cm | 105 kg |  |
| 18 | Spagna (bandiera)                             | AG    | Iván García         | 1986 | 205 cm | 102 kg |  |
| 19 | Spagna (bandiera)                             | AP    | Ángel Aparicio      | 1992 | 197 cm |        |  |
| 20 | Australia (bandiera) · Regno Unito (bandiera) | AP    | Joe Ingles          | 1987 | 203 cm | 102 kg |  |
| 21 | Senegal (bandiera)                            | C     | Boniface Ndong      | 1977 | 213 cm | 111 kg |  |
| 23 | Stati Uniti (bandiera)                        | AG    | Terence Morris      | 1979 | 207 cm | 100 kg |  |
| 25 | Slovenia (bandiera)                           | C     | Erazem Lorbek       | 1984 | 208 cm | 113 kg |  |
| 30 | Spagna (bandiera)                             | P     | Carles Marzo        | 1992 | 190 cm |        |  |
| 32 | Stati Uniti (bandiera)                        | AP    | Alan Anderson       | 1982 | 198 cm | 100 kg |  |
| 33 | Stati Uniti (bandiera)                        | AP    | Pete Mickeal        | 1978 | 197 cm | 102 kg |  |
| 44 | Spagna (bandiera)                             | G     | Roger Grimau (C)    | 1978 | 196 cm | 92 kg  |  |

| Allenatore                                                                          |
| - Xavi Pascual                                                                      |
| Assistente/i                                                                        |
| - Agustí Julbe - Iñigo Zorzano Legenda - (C) Capitano - (IN) Inattivo - Infortunato |

## Mercato

### Sessione estiva
| Acquisti | Acquisti      | Acquisti  | Acquisti      | Acquisti |
| R.a      | Nome          | da        | Modalità      |          |
| -------- | ------------- | --------- | ------------- | -------- |
| AG       | Iván García   | Valencia  | definitivo    |          |
| C        | Kosta Perović | Valencia  | definitivo    |          |
| AC       | Mamadou Samb  | Cornellà  | fine prestito |          |
| GA       | Nihad Đedović | Obradoiro | fine prestito |          |

| Cessioni | Cessioni      | Cessioni          | Cessioni       | Cessioni |
| R.       | Nome          | a                 | Modalità       |          |
| -------- | ------------- | ----------------- | -------------- | -------- |
| AP       | Xavi Rabaseda | Fuenlabrada       | prestito       |          |
| AP       | Luboš Bartoň  | Fuenlabrada       | fine contratto |          |
| AG       | Jordi Trias   | Joventut Badalona | fine contratto |          |
| AC       | Mamadou Samb  | Granada           | prestito       |          |
| GA       | Nihad Đedović | Virtus Roma       | prestito       |          |

### Dopo l'inizio della stagione
| Acquisti | Acquisti      | Acquisti           | Acquisti         | Acquisti   |
| R.       | Nome          | da                 | Data             | Modalità   |
| -------- | ------------- | ------------------ | ---------------- | ---------- |
| AP       | Joe Ingles    | Granada            | 15 novembre 2010 | definitivo |
| AP       | Alan Anderson | New Mexico T'birds | dicembre 2010    | definitivo |

| Cessioni | Cessioni | Cessioni | Cessioni | Cessioni |
| R.       | Nome     | a        | Data     | Modalità |
| -------- | -------- | -------- | -------- | -------- |